# Чернецкая, Татьяна Николаевна
Татьяна Николаевна Чернецкая (2 января 1964) — советская, российская спортсменка и тренер по современному пятиборью. Заслуженный мастер спорта СССР (1990). Мастер спорта СССР международного класса (1984).
Чемпионка мира в команде (1984) и в эстафете (1993), двукратная чемпионка Европы (1991) в командном первенстве и эстафете. Победитель I Игр Доброй Воли (1986) в личном первенстве. Трёхкратная чемпионка СССР и двукратный обладатель Кубка СССР по современному пятиборью. Победительница первого розыгрыша Кубка России по современному пятиборью среди женщин (1993). Заслуженный тренер России.
В 1992 году окончила Киргизский институт физической культуры.

## Биография
В детстве занималась плаванием, выполнила норматив мастера спорта по плаванию. Современным пятиборьем начала заниматься с 10-го класса, когда во Фрунзе появилась секция женского пятиборья. Первый тренер — В. Н. Марулин (Профсоюзы).
С 1983 года переехала в Москву начала тренироваться у П. В. Полякова. Выступала за Вооружённые Силы (ЦСКА, Москва), «Динамо» (Москва).
В 1984 году в составе команды выиграла чемпионат мира.
В 1986 году после чемпионата мира в Италии вместе с Светланой Яковлевой была дисквалифицирована на 30 месяцев за употребление допинга. Советские спортсменки использовали препарат для успокоения мышц, который накануне чемпионата Международная федерация пятиборья внесла в список запрещённых препаратов. Женская сборная СССР была лишена золотых медалей и звания чемпиона мира в командном первенстве.
В период дисквалификации была детским тренером, но продолжала поддерживать спортивную форму. В 1988 году вернулась в большой спорт.
В 1989 на чемпионате мира в Вене лидировала перед последним видом программы — конкуром. Однако жребий сложился неудачно — выбранная лошадь привезла большое количество штрафа и Чернецкая заняла только 33-е место.
С 1995 года на тренерской работе. Подготовила ряд спортсменок международного класса. В их числе чемпионки Мира и Европы: ЗМС — Татьяна Муратова, Полина Стручкова; МСМК — Елена Фенина, Олеся Величко, Александра Садовникова. Победители и призёры первенств Мира и Европы: Вера Фещенко, Дарья Караваева, Ольга Гоголева (Меньшикова), Ольга Короткова.

## Достижения
Победитель Игр доброй воли Москва (1986), серебряный призёр Игр доброй воли Сиэтл (1990) в личном первенстве.
Серебряный призёр XIV Международных соревнований на Приз ГОСТЕЛЕРАДИО Белорусской ССР (1989, Минск) в командных соревнованиях (сборная Москвы: Болдина Е., Чернецкая Т., Наумова М.).
Международные соревнования «Super Lady» (1993, Москва) 2 место лично.
Двукратный победитель Кубка СССР (1989) в командном зачёте, в эстафете и серебряный призёр в личном первенстве,.
На Чемпионатах СССР завоевала золотые медали (1986, Москва) и (1990, Таллин) в личном первенстве.
Член сборной команды СССР по современному пятиборью 1984—1986, 1989—1991 годы.
Член сборной команды России по современному пятиборью 1993—1994 годы.

## Спортивные звания. Награды
- Мастер спорта СССР по современному пятиборью
- Мастер спорта СССР международного класса
- Заслуженный мастер спорта СССР
- Заслуженный тренер России
- Награждена почётной грамотой Правительства Москвы как лучший детский тренер в 2007 году.

## Семья
Замужем за бывшим спортсменом Олегом Федотовым (играл в американский футбол), двое сыновей — Алексей и Иван.
Брат Николай Чернецкий — советский спортсмен по легкой атлетике. Заслуженный мастер спорта СССР. Олимпийский чемпион (1980) и чемпион мира (1983) в эстафете 4×400 м, многократный чемпион СССР.